# 1507
Évszázadok: 15. század – 16. század – 17. század
Évtizedek: 1450-es évek – 1460-as évek – 1470-es évek – 1480-as évek – 1490-es évek – 1500-as évek – 1510-es évek – 1520-as évek – 1530-as évek – 1540-es évek – 1550-es évek
Évek: 1502 – 1503 – 1504 – 1505 –  1506 – 1507 – 1508 – 1509 – 1510 – 1511 – 1512

## Események

### Határozott dátumú események
- február 12. – II. Gyula pápa Salvator noster című bullájában elrendeli, hogy akik egy meghatározott összeget vagy annál többet adakoznak a római Szent Péter-bazilika építésére, haláluk órájában gyóntatójuktól teljes bűnbocsánatot nyerjenek.[1]
- április 4. – Luther Mártont áldozópappá szentelik fel.[2]
- november 3. – Leonardo da Vincit egy gazdag firenzei polgár, Francesco del Giocondo megbízza felesége, Lisa Gerardini lefestésével. (A képet ma Mona Lisaként ismerjük.)
- november 12. – II. Ulászló újabb szerződést köt I. Miksával, amelyben részletesen szabályozzák az előző évben elhatározott kettős házasság feltételeit.[3]

### Határozatlan dátumú események
- április – A rákosi országgyűlés szövetséget köt I. Zsigmond lengyel királlyal.
- az év folyamán –
  - II. Ulászló – Perényi Imre nádor ráhatására – leváltja hivatalából a Horvátországban népszerű Both András horvát–szlavón bánt.[4]
  - Martin Waldseemüller térképén először nevezi Amerikának az új földrészt.

## Születések
- október 29. – Fernando Álvarez de Toledo y Pimentel, Alba III. hercege, spanyol hadvezér († 1582)
- december 18. – Oucsi Jositaka, japán hadúr († 1551)
- Bakfark Bálint lantművész, zeneszerző († 1576)[5]
- Boleyn Anna – VIII. Henrik angol király második felesége († 1536)

## Halálozások
- március 12. – Cesare Borgia bíboros, VI. Sándor pápa fia (* 1475)
- július 29. – Martin Behaim tengerész, geográfus (* 1459)